# Вандерлей Морейра, Жеан Рафаэл
Жеан Рафаэл Вандерлей Морейра (порт.-браз. Jean Raphael Vanderlei Moreira; род. 24 июня 1986, Кампу-Гранди), более известный как Жеан (порт. Jean) — бразильский футболист, полузащитник, бывший игрок сборной Бразилии.

## Биография
Жеан начал свою карьеру в футзальном клубе Колледжа ABC/CBA в Кампу-Гранди. После многочисленных достижений в качестве игрока футзальной команды начал заниматься в академии «Операрио». В 2002 году он перешёл в молодёжную команду «Сан-Паулу», подписав в 2005 году профессиональный контракт.
Позже играл на правах аренды за «Америку» Сан-Паулу, «Марилию» и португальский «Пенафиел». В 2008 году он вернулся в состав «Сан-Паулу», став чемпионом Бразилии.
В 2012 году был отдан в аренду в «Флуминенсе», который приобрёл 35 % прав на игрока за 6 миллионов реалов с возможностью выкупа в июне 2013 года ещё 50 %. Свой первый гол за «Флуминенсе» он забил 12 августа 2012 года в матче против «Палмейраса», проходившем на стадионе «Энженьян», принеся своей команде победу со счётом 1:0. Через месяц, 12 сентября, в матче против «Португезы» он забил свой второй гол. Этот мяч стал первым в игре. Веллингтон Нем забил второй, принеся победу «Флуминенсе» со счётом 2:0. 11 ноября в матче против «Палмейраса» Жеан отдал пас на Фреда, который сделал счёт 3:2, принеся «Флуминенсе» титул чемпиона Бразилии.
24 января 2013 года Жеан забил гол в свои ворота в матче против «Оларии» в рамках чемпионата штата Рио-де-Жанейро.
Был вызван в качестве запасного игрока в сборную Бразилии Луисом Фелипе Сколари на домашний Кубок Конфедераций 2013, где его сборная одержала победу.